# Kicho Díaz
Pour les articles homonymes, voir Díaz.
Enrique Kicho Díaz (né  la 21 janvier 1918 à Avellaneda, Buenos Aires, décédé le 5 octobre 1992) était un  contrebassiste argentin de tango qui a joué dans divers ensembles, dont l'orquesta típica d'Aníbal Troilo, le premier Quinteto et le Conjunto 9 d'Astor Piazzolla, et enfin le Sexteto Mayor (es).

## Biographie
Enrique Díaz, largement connu sous le surnom de "Kicho", est né dans la ville de Avellaneda dans la Province de Buenos Aires, et avait deux frères aînés, David, qui est devenu un violoniste de tango et José (alias Pepe) qui est devenu un contrebassiste de tango. Il commence sa carrière musicale en 1935 en rejoignant un ensemble de tango en tant que contrebassiste avec le pianiste José Pascual et Anselmo Aiete.
En 1939, il rejoint l'orquesta típica d'Aníbal Troilo, qui comprend Orlando Goñi (piano), Roberto Gianitelli, Juan Miguel Toto Rodríguez (bandonéon) et le chanteur Francisco Fiorentino.  Díaz restera avec Troilo jusqu'en 1959. 
Il rejoint le premier Quinteto d'Ástor Piazzolla en 1960 et, plus tard, Piazzolla écrira le tango Kicho en son hommage. En 1968, Piazzolla a réuni un orchestre, dont Díaz, pour interpréter son opérette "María de Buenos Aires", et entre 1971 et 1972, Díaz a joué avec le Conjunto 9 de Piazzolla.
En 1962, il rejoint le Quinteto Real avec Horacio Salgán (piano), Ubaldo de Lío, Enrique Mario Francini (violon) et Pedro Laurenz (bandonéon) et joue occasionnellement avec l'orchestre de Mariano Mores. Plus tard, en 1976, il a rejoint le Sexteto Mayor avec lequel il a joué jusqu'à sa mort en 1992. Il a été déclaré "contrebassiste de tango du siècle" par la législature de Buenos Aires en 2000.

## Filmographie
- Tango argentino (Feldman) (es) (1969) dir. Simón Feldman (es)